# Takashi Murakami
Takashi Murakami (Japans: 村上 隆, Murakami Takashi) (Itabashi, 1 februari 1962) is een Japanse kunstenaar die zowel in traditionele media zoals schilderkunst, als in nieuwe, digitale en commerciële media werkt. Hij laat zijn kunstwerk drogen op een blaadje en dan gaat hij het met een ventilator drogen. Hij poogt de grenzen tussen manga hogere en manga lagere kunst te vervagen en wordt gezien als een van de grondleggers van de Superflat stijl. Deze stijl wordt gekenmerkt door grote egale kleurvlakken en door anime en manga geïnspireerde figuren. Murakami's werk vertoont overeenkomsten met popart in zoverre dat hij elementen uit lagere kunst haalt en deze verwerkt in hogere kunst. Men brengt zijn werk dan ook onder in de categorie neopopart. 

Murakami verkoopt veel van zijn werk echter ook als producten voor de consumentenmarkt. In 2008 werd Takashi Murakami genoemd in de lijst van 100 invloedrijkste personen door het tijdschrift Time. Hij was de enige visueel kunstenaar die daarin voorkwam.

## Carrière
Takashi Murakami is geboren en getogen in Tokio, Japan. Vanaf vroege leeftijd was hij zeer geïnteresseerd in manga (Japanse striptekeningen) en animaties, en ambieerde ooit werk te vinden in die industrie. Hij ging naar de T.U.A. Kunstacademie voor Schone Kunsten van Tokio, aanvankelijk om de vaardigheden te verwerven die nodig waren om professioneel animaties te maken, maar uiteindelijk deed hij zijn major in "Nihonga", een traditionele Japanse tekenstijl. Hoewel hij er uiteindelijk een Ph.D. in zou verwerven werd hij het uiteindelijk toch zat en maakte de switch naar een meer contemporaine stijl en media.
Murakami was ontevreden met de staat waarin contemporaine kunst in Japan zich verkeerde. Hij vond het te afhankelijk van westerse trends. Veel van zijn vroege werk was vol van kritiek op de samenleving en satire. Tot zijn vroege werk horen enkele performances, en de ontwikkeling van zijn eigen pop-icoon "Mr. DOB", wat later in een autobiografisch figuur zou veranderen. Murakami's vroege werk kreeg veel aandacht, waaronder veel negatieve.
In 1994 kreeg Murakami de kans om een jaar naar New York te gaan. Tijdens dit jaar kwam hij steeds meer in aanraking met westerse hedendaagse kunst, zoals met het werk van Anselm Kiefer en Jeff Koons. Hij had in New York een kleine studio, de voorloper van Kaikai Kiki Co. Terug in Japan begon hij zijn concepten beter uit te werken en regelmatig te exposeren.
Sinds het begin van zijn carrière uitte Murakami kritiek op de kunstmarkt in het Japan van na de Tweede Wereldoorlog. Hij ontwikkelde een plan waarin hij zichzelf eerst in de westerse kunstwereld zou vestigen, om zich daarna terug Japan in te 'importeren'. Het doel was een nieuw soort kunstmarkt in Japan te ontwikkelen. Murakami zocht naar iets traditioneel Japans, en tegelijk naar iets nieuws, wat internationaal zou aanslaan. Hij richtte zich op manga, anime en otaku. Hij had het idee dat dit sleutelelementen in zijn werk zouden kunnen worden, wat later ook is uitgekomen.

## Stijl
In 2000 kwam Murakami met de "Superflat"-theorie, in de catalogus voor een groepsexpositie met dezelfde naam, welke hij cureerde voor het Museum of Contemporary Art in Los Angeles. De theorie gaat over de tweedimensionale kunsttraditie in Japan, die in de oude Japanse kunst al bestond, en nu in de manga en anime terug is gekomen. "Superflat" is ook een commentaar op de naoorlogse Japanse cultuur, die volgens hem platter is geworden; het verschil tussen hoge en lage cultuur is volgens hem bijna verdwenen.
Murakami verwerkt elementen uit de populaire cultuur, zoals manga, in werken voor de hoge kunst markt, en maakt er dan weer massa-productie versies van in de vorm van speelgoed, pluche-beesten en T-shirts. Hij heeft samenwerkingen met Louis Vuitton en Vans voor het ontwerp van tassen en schoenen. Ook ontwierp hij een album cover voor Kanye West.

## Kaikai Kiki Co.
In 1996 stichtte Murakami de "Hiropon factory", een studio waar hij met assistenten zijn werk produceerde. De Hiropon factory groeide uiteindelijk tot volwaardige productiemaatschappij en een managementbureau voor kunstenaars. In 2001 registreerde Murakami zijn organisatie onder de naam Kaikai Kiki Co., Ltd. Er werken nu ruim 100 mensen voor KaiKai Kiki met afdelingen in New York en in Japan. Kaikai Kiki organiseert tweemaal per jaar een beurs, GEISAI.

## Tentoonstellingen
Murakami nam met zijn installaties en schilderijen deel aan verschillende tentoonstellingen:
- Superflat, Museum of Contemporary Art Los Angeles, 2000
- Art in the material world, Tate Modern Londen, 2009
- Murakami: Ego, Qatar Museums, Doha, 2012[2]